# Pternaspatha
Pternaspatha is een muggenondergeslacht uit de familie van de kriebelmuggen (Simuliidae). De wetenschappelijke naam van het ondergeslacht is voor het eerst geldig gepubliceerd in 1930 door Günther Enderlein (als geslacht).